# Фер-Оукс (Джорджія)
Фер-Оукс (англ. Fair Oaks) — переписна місцевість (CDP) в США, в окрузі Кобб штату Джорджія. Населення — 9028 осіб (2020).

## Географія
Фер-Оукс розташований за координатами 33°55′12″ пн. ш. 84°32′40″ зх. д. / 33.92000° пн. ш. 84.54444° зх. д. (33.919962, -84.544432).  За даними Бюро перепису населення США в 2010 році переписна місцевість мала площу 5,11 км², з яких 5,10 км² — суходіл та 0,01 км² — водойми.

## Демографія
Згідно з переписом 2010 року, у переписній місцевості мешкало 8225 осіб у 2825 домогосподарствах у складі 1649 родин. Густота населення становила 1609 осіб/км².  Було 3475 помешкань (680/км²).
Расовий склад населення:
| - 49,9 % — білих - 22,1 % — чорних або афроамериканців - 0,9 % — корінних американців - 0,6 % — азіатів - 0,1 % — вихідців з тихоокеанських островів - 22,1 % — осіб інших рас |

До двох чи більше рас належало 4,3 %. Частка іспаномовних становила 52,7 % від усіх жителів.
За віковим діапазоном населення розподілялося таким чином: 30,8 % — особи молодші 18 років, 64,6 % — особи у віці 18—64 років, 4,6 % — особи у віці 65 років та старші. Медіана віку мешканця становила 28,5 року. На 100 осіб жіночої статі у переписній місцевості припадало 118,7 чоловіків;  на 100 жінок у віці від 18 років та старших — 126,5 чоловіків також старших 18 років.
Середній дохід на одне домашнє господарство  становив 42 383 долари США (медіана — 27 431), а середній дохід на одну сім'ю — 39 670 доларів (медіана — 24 829). Медіана доходів становила 25 906 доларів для чоловіків та 22 875 доларів для жінок. За межею бідності перебувало 41,5 % осіб, у тому числі 61,3 % дітей у віці до 18 років та 21,3 % осіб у віці 65 років та старших.
Цивільне працевлаштоване населення становило 4110 осіб. Основні галузі зайнятості: будівництво — 33,2 %, науковці, спеціалісти, менеджери — 14,8 %, мистецтво, розваги та відпочинок — 10,3 %, роздрібна торгівля — 9,2 %.